# 不列顛法西斯聯盟

不列顛法西斯聯盟著名標誌：閃電與圈旗

不列顛法西斯聯盟（英語：British Union of Fascists, BUF），又譯作不列顛法西斯主義聯盟、英國法西斯同盟、英國法西斯聯盟，是戰間期英國的法西斯政黨。該黨由奥斯瓦尔德·莫斯利爵士，於1932年成立。創立之初得到了公众的支持。出版大亨羅特梅勳爵是早期著名的支持者。然而，随着该党变得越来越激进，該黨的支持率下降。1936年，該黨改名为「不列顛法西斯與國家社會主義聯盟」（British Union of Fascists and National Socialists）。1937年，該黨又進一步改名为「不列顛聯盟」。第二次世界大战开戰之后，該黨被英国政府取缔，于1940年解散。英國政府依據18B號防衛規則逮捕該黨多數成員。

## 历史

### 背景

英国早期法西斯运动的流變图。

在1922年之前，奥斯瓦尔德·莫斯利是最年輕的保守黨議員。1924年，莫斯利加入工党 ，不久之后跳到独立工党。
1930年，莫斯利发表了《莫斯利备忘录》(Mosley Memorandum) ，一套将保护主义与凱因斯主义政策融合在一起的計劃，旨在解决失业问题。1931年初，当这些計劃遭到否决时，他很快退出了工党。 隨後，莫斯利成立了新党，根据备忘录制訂黨的政策。 1931年初的阿什顿安德莱恩补选中，該黨赢得了16% 的选票，但并没有取得任何其他的选举胜利。
1931年年間，新党日益受到法西斯主义的影响。 第二年，在1932年1月访问了義大利的墨索里尼之后，莫斯利轉向法西斯主义。同年四月，莫斯利解散新党，但保留了它的青年組織，組成不列顛法西斯聯盟的核心。 同年夏天，莫斯利花了整整一年的时间撰写法西斯主義的政治纲领《大不列颠》(Greater Britain) 。1932年10月，該綱領成為了不列顛法西斯聯盟政策方針的基础。

### 早期成功和成长

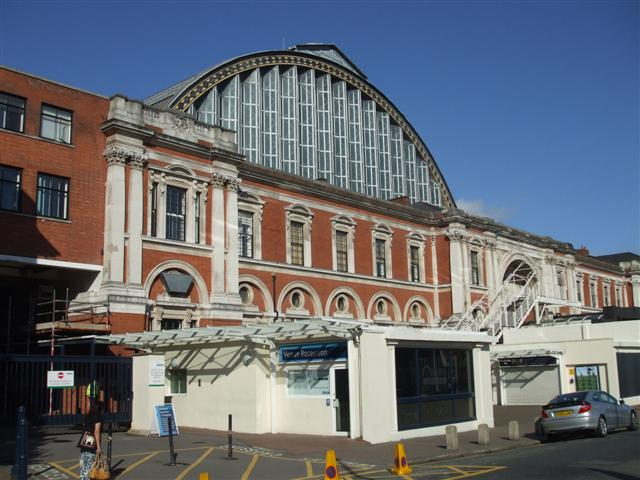
伦敦的奥林匹亚展览中心。1934年黨大會的所在地，有时被认为是BUF衰落的开始。

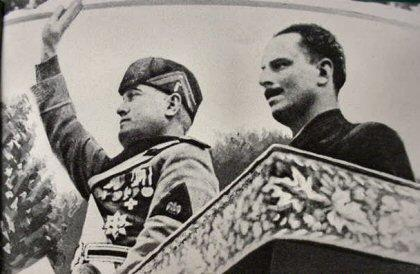
莫斯利访问意大利。墨索里尼(左)、莫斯利(右)。1936年

不列顛法西斯聯盟曾一度声称拥有5万名成员。《每日邮报》曾以“黑衫军万岁!”為頭版，是早期支持者。 1933年2月，威爾弗雷德·里斯頓獲任為首任宣传部长，负责组织莫斯利所有的公开会议。 尽管遭到犹太社群、工党、独立工党和英国共产党等反法西斯主义者的强烈反对，但不列顛法西斯聯盟在伦敦东区找到一批追随者。在1937年3月的倫敦郡委員會（LCC）选举中，该黨在貝思納爾綠地、肖迪奇和萊姆豪斯取得了相当成功，但候选人仍沒有当选。
1930年代中期，不列顛法西斯聯盟針對反对派的暴力冲突使中产阶级支持者退出，成员數量减少。1934年，在伦敦奥林匹亚展览中心舉行的黨大會上，該黨私兵法西斯防衛隊残暴地驱逐反法西斯分子，导致《每日邮报》不再支持該黨。黨大会上的暴力震惊许多人，使中間派反对不列顛法西斯聯盟，倒向支持反法西斯主义。 
失去報業大亨羅特梅勳爵的支持，不列顛法西斯聯盟在1935年大选呼籲选民弃票，要求“再給法西斯主义一个機會”。

### 衰落与逸事
1934-1935年间，由于纳粹同情者威廉 · 乔伊斯和約翰·貝克特等人在党内的影响越来越大，导致羅伯特·福爾根等党员辞职，不列顛法西斯聯盟转向反犹，脫離主流政治。反犹太主义的强调和著名黨員的陸續辞职导致党员人数在1935年底降至8000人以下。最终，莫斯利将该党的重心拉回主流政治。不過，该党仍继续与反法西斯分子发生冲突，其中最著名的是1936年10月的卡布爾街之戰。在卡布爾街之戰中，有组织的反法西斯主義者試圖阻止不列顛法西斯聯盟的遊行隊伍通过卡布爾街。除了卡布爾街之外，不列顛法西斯聯盟稍後在伦敦东区举行的其他游行，沒有發生其他事件。
不列顛法西斯聯盟支持爱德华八世與反戰活动。 英國政府擔憂該黨的聲望，最終通過1936年的公共秩序法案，政治遊行需警察同意，並禁止政治制服。禁止政治制服，对該黨以穿著黑衣聞名的支持者，「黑杉军」(BlackShirts)，造成巨大的影響。
1937年，不列顛法西斯聯盟黨內的納粹支持者威廉‧乔伊斯組成「不列顛法西斯與國家社會主義聯盟」，其成員最後遭到逮捕。莫斯利后来谴责乔伊斯是個叛徒，谴责他的极端反犹太主义。傳言纳粹德國捐赠該黨大约5萬英镑。
截至1939年，不列顛法西斯聯盟成员約2萬人。 1940年5月，英國政府查禁不列顛法西斯聯盟。莫斯利與其他740名法西斯主义者，在二次大戰間被囚。战后，莫斯利試圖返回政治圈，1948創立聯合運動，但不成功。

### 与婦女参政權運動的關係
1914年，諾拉·埃蘭因参与争取妇女参政权运动，和艾米琳·潘克斯特，一起被关押在霍洛威监狱。1940年，埃蘭参与法西斯运动，而被送回监狱。另一位重要的妇女参政权運動的領導者，玛丽 · 理查森，成为不列顛法西斯聯盟婦女部的负责人。
玛丽·索菲娅·艾伦是婦女社會政治聯盟(WSPU)西分部的领导人。第一次世界大战爆发时，玛丽加入了女警志愿队（Women Police Volunteers，WPV），并于1920年升為指揮官。1932年4月，玛丽在「一月俱乐部」与莫斯利会面。在访德后，玛丽在俱乐部发表演讲。
1936年，莫斯利提名埃蘭代表該黨出戰北安普頓。在替埃蘭助選的演說中，莫斯利支持埃蘭的婦女解放運動及婦女參政權的主張，而此恰巧與國家社會主義的理想家庭圖景相違背。